# Спартаківський район
Спартаківський район (нім. Deutscher Rayon Großliebental) — адміністративна одиниця, німецький національний район Української РСР, що існувала в 1926—1939 роках. Площа району — 364 км².

## Історія
Грос-Лібентальський район з центром в селі Грос-Лібенталь був утворений в 1926 році в складі Одеської округи. Незабаром він був перейменований на Спартаківський район. Включав Олександрогільфську, Грос-Лібентальську, Йозефстальську, Кляйн-Лібентальську, Марієнтальську, Нейбурзьку, Петерстальську, Францфельдську та Фрейдентальську сільради.
У 1930 році окружний поділ в УРСР було скасована і Спартаківський район перейшов у пряме підпорядкування Українській РСР.
У 1932 році Спартаківський район відійшов до Одеської області.
Скасовано Указом Президії Верховної Ради УРСР від 26 березня 1939 року. Спартаківський район, як і більшість національних районів СРСР, було ліквідовано. При цьому його територія була розділена між Біляївським і Овідіопольським районами.